# Tristane Banon
Pour les articles homonymes, voir Banon.
Œuvres principales
Livres : "Erreurs avouées" (2003) ; "J'ai oublié de la tuer" (2004) (sélectionné au Festival du Premier roman de Chambéry), « Le bal des hypocrites » (2011, primé au Salon des dames de Nevers), « La paix des sexes » (2021, Prix spécial du livre citoyen du ministère de la culture) ou « Le péril dieu » (2023).
Collaborations en tant que journaliste, chroniqueuse : Paris Match, Le Figaro, LCI, RTL, Les Échos et France Inter. Membre permanent de la rédaction de Franc-tireur.
Tristane Banon,, est une romancière, nouvelliste, essayiste journaliste et chroniqueuse française née le 13 juin 1979 à Neuilly-sur-Seine.

## Biographie

### Vie personnelle et familiale
Tristane Banon naît à l'hôpital américain de Paris le 13 juin 1979. Sa mère, Anne Mansouret, est française d'origine iranienne et exerce dans les affaires ; son père est Gabriel Banon, juif franco-marocain, homme d'affaires et économiste, avec lequel elle n'aura que peu de contacts.
Née sous le prénom d'Anne-Caroline (ou Marie-Caroline selon certaines sources), elle adopte à l'adolescence le prénom « Tristane », son deuxième prénom, afin de se distinguer d'une tradition familiale dans laquelle les prénoms féminins commençaient tous par « Anne »,. Elle conserve ce prénom comme nom de plume au moment de ses premières publications.
Son père quitte Anne Mansouret alors qu'elle a huit mois. Sa mère la confie à une nourrice, qui se révèle alcoolique et violente,. Tristane Banon retrace cette enfance difficile dans l'un de ses premiers livres, J'ai oublié de la tuer.
Elle fréquente l'École internationale bilingue, et devient jeune fille au pair à l'âge de 14 ans. En 2000, elle est diplômée de l'École supérieure de journalisme de Paris (« ESJ Paris »),. Elle commence sa carrière professionnelle comme pigiste, collaborant notamment avec Paris Match et Le Figaro,.
En 2015, elle donne naissance à une fille prénommée Tanya,, dont elle raconte la venue au monde dans son livre Prendre un papa par la main,. Elle se marie le 30 juin 2018 avec Pierre Lefèvre, frère de l'ancienne miss météo Pauline Lefèvre et père adoptif de Tanya. En 2020, elle donne naissance à un second enfant, un garçon prénommé Ethan.

### Carrière

#### Littérature
En novembre 2003, Tristane Banon publie son premier essai, Erreurs avouées… (au masculin), paru chez Anne Carrière,, dans lequel elle recueille les « confessions » des erreurs commises par une dizaine de personnalités masculines : Jacques Séguéla, Michel Field, Philippe Gildas, Christian Lacroix, Philippe Sollers, Bernard Werber, Enki Bilal, Calogero et Frédéric Beigbeder.
La même année, elle écrit Noir délire, une nouvelle inspirée du féminicide de Marie Trintignant par Bertrand Cantat. Son texte est publié aux éditions Flammarion, dans la deuxième édition de la revue littéraire Bordel, un recueil de jeunes auteurs dirigé par Frédéric Beigbeder et Stéphane Million.
En septembre 2004, Tristane Banon publie son premier roman, à caractère autobiographique, J'ai oublié de la tuer aux éditions Anne Carrière. La romancière y aborde le sujet de la maltraitance sur mineur au travers du personnage de Flore, une jeune fille régulièrement battue par sa nourrice alcoolique et violente, en l'absence de sa mère,,. Ce livre est sélectionné au Festival du premier roman de Chambéry en 2005.
En novembre 2005, elle participe à l'édition d'un recueil de nouvelles aux bénéfices de l’Unicef, Fais-moi ta déclaration : les 10 droits de l'enfant, publié aux éditions Belem. Pour cet ouvrage, dix auteurs écrivent une histoire illustrant chacune l’un des dix Droits de l'enfant. Patrick Poivre d'Arvor en a écrit la préface.
En septembre 2006, elle publie son deuxième roman, Trapéziste, aux éditions Anne Carrière, où elle reprend le personnage de Flore, jeune femme ambitieuse et mondaine évoluant dans les milieux littéraires parisiens. En 2008, son troisième roman Daddy Frénésie est publié aux Éditions Plon. L'année suivante, Tristane Banon rédige la préface du roman Elle ne rentre pas ce soir… de Sonia Vandoux, roman dramatique sur le thème de la violence routière.
En 2011, elle publie le Bal des hypocrites aux éditions Au diable vauvert où elle exprime sa version de l'« affaire DSK ». Ce livre tiré à 40 000 exemplaires reçoit le 24 mars 2012 le Prix spécial du Salon des Dames à Nevers récompensant « l’écrivaine ayant marqué l’année »,.
Le 7 février 2013, sortie de son roman Le Début de la Tyrannie aux éditions Julliard. Le 11 mars 2015 sort son livre Love et caetera aux éditions de l'Archipel. Il s'agit d'un recueil de lettres adressées à des personnalités qu'elle admire. Le 4 janvier 2018, elle sort son nouveau roman Prendre un papa par la main aux éditions Robert Laffont. Il s'agit d'un roman autobiographique où elle évoque sa grossesse et les mois qui ont suivi.

#### Chroniques
D'avril à juin 2007, parallèlement à sa carrière d'écrivain, Tristane Banon s'essaie à la chronique sportive en intégrant l'équipe d’Eugène Saccomano pour l'émission On refait le match diffusée sur la chaîne de télévision LCI et la radio RTL. À l’occasion du 15e anniversaire de Disneyland Paris, elle est engagée comme journaliste pour le blog des 15 ans (11 février 2007 – 5 janvier 2009).
Entre 2009 et 2010, elle est directrice de collection au Cherche midi mais son contrat est rompu en 2010,. Elle accuse Dominique Strauss-Kahn d'être à l'origine de son licenciement et attaque en justice l'éditeur devant les prud'hommes.
Tristane Banon collabore également avec le site internet Atlantico. À l'occasion de la Journée de la femme en mars 2011, elle dresse ainsi un portrait des hommes des années 2000, constatant que nombre d'entre eux calquent leur comportement sur un modèle traditionnellement féminin et propose la création de la « Journée de l'homme ».
Le 17 décembre 2011, elle devient chroniqueuse dans Ça balance à Paris, sur Paris Première. Le 9 février 2012, elle devient chroniqueuse dans Les Affranchis, émission radio dirigée par Isabelle Giordano sur France Inter. Le 4 septembre 2013, elle devient chroniqueuse sur France Bleu dans Un Soir à Paris, émission radio dirigée par Olivier Daudé.
Tous les mercredis à 21 h 25, dans sa chronique les Magnifiques, Tristane Banon lit une déclaration d'amour teintée de rimes, de style, de sons et de musique. Tous les vendredis à la même heure, elle parle cinéma, théâtre, livres, DVD et spectacles dans L'Agenda Culturel.
Depuis 2023 Tristane Banon est éditorialiste permanente à la Revue Franc-Tireur et depuis la rentrée 2024, éditorialiste permanente au magazine « Les Échos Week-end ». Elle est également membre de l’équipe d’Amélie Carouer le lundi matin sur LCI et de l’équipe de Sonia Chiron sur 
France Info TV dans « Autrement dit » le mardi et le jeudi soir.
Par ailleurs, elle porte « L’humeur de Franc-Tireur » tous les jeudis sur la radio RCJ.

### Agression par Dominique Strauss-Kahn
Tristane Banon est victime, en février 2003, d'une agression sexuelle de la part de Dominique Strauss-Kahn, alors député du Val-d'Oise. Elle qualifie ces faits de "tentative de viol", sa plainte a été classée sans suite par le parquet : les faits qualifiés d'agression sexuelle ont été "reconnus" par la justice, mais ils s'avéraient prescrits.
À l'époque des faits, la mère de Tristane Banon (femme politique du Parti socialiste) lui déconseille de porter plainte.
Tristane Banon évoque publiquement les faits pour la première fois en 2006 sans nommer Dominique Strauss-Kahn, notamment dans le livre de Christophe Dubois et Christophe Deloire, Sexus Politicus,, et fait également l'objet du dernier chapitre du Roman vrai de Dominique Strauss-Kahn de Michel Taubmann, biographie autorisée de l'homme politique,,. Lors de la parution du livre en mai 2011, Tristane Banon conteste la version que Dominique Strauss-Kahn donne de sa rencontre avec elle. Elle a aussi raconté ces faits d'agression dans l'émission télévisée 93, faubourg Saint-Honoré en 2007, le nom de Dominique Strauss-Kahn étant censuré à la diffusion.
Ce témoignage revient au premier plan le 15 mai 2011, alors que Dominique Strauss-Kahn est accusé d'agression sexuelle aux États-Unis. Anne Mansouret, mère de Tristane Banon, affirme le même jour avoir été à l'époque rapidement mise au courant par sa fille de ces violences sexuelles ; elle dit regretter de l'avoir alors découragée de porter plainte et témoigne également de conséquences psychiques pour Tristane et de difficultés qu'elle aurait subies dans sa carrière professionnelle par la suite en raison de cette affaire concernant une « personne éminente »,,.
Si le 16 mai 2011, David Koubbi, avocat de Tristane Banon, déclare qu'elle envisage de porter plainte contre Dominique Strauss-Kahn,, il annonce le 20 mai qu'elle ne le fera pas dans l'immédiat et que tous deux ne souhaitent pas être « instrumentalisés » par la justice américaine : « Il est absolument hors de question, dans le dossier de Tristane Banon, qu'un mouvement de notre part ait pour conséquence une condamnation de Dominique Strauss-Kahn aux États-Unis,, ». Dans la réédition du Roman vrai de Dominique Strauss-Kahn en juin 2011, Dominique Strauss-Kahn nie les faits qui lui sont reprochés par Tristane Banon, déclare que la scène racontée par cette dernière est « imaginaire » et que l'entretien s'est « déroulé normalement » selon lui.
Le 4 juillet 2011, l'avocat de Tristane Banon annonce qu'elle porte plainte contre Dominique Strauss-Kahn pour tentative de viol,. Le lendemain, sa plainte est envoyée au parquet de Paris,, qui décide le 8 juillet 2011 d'ouvrir une enquête préliminaire. De son côté, Dominique Strauss-Kahn annonce qu'il entend porter plainte pour dénonciation calomnieuse,, sans aller jusqu'au bout de son projet. Dans le cadre de l'enquête, plusieurs auditions ont lieu : François Hollande et Aurélie Filippetti sont notamment entendus, ainsi qu'Alex-Serge Vieux, propriétaire de l'appartement où a eu lieu la rencontre controversée, qui déclare que Dominique Strauss-Kahn y résidait à l'époque,.
Le 12 septembre 2011, peu après son retour en France, Dominique Strauss-Kahn est entendu comme témoin par les enquêteurs. Selon L'Express, il aurait démenti avoir tenté de violer Tristane Banon et aurait admis avoir essayé, sans succès, de l'embrasser. Le 29 septembre 2011, une confrontation entre Dominique Strauss-Kahn et Tristane Banon, sans leurs avocats, a eu lieu à la Brigade de répression de la délinquance à la personne, à Paris, où chacun donne sa version en présence de l'autre. Elle relate la confrontation, le soir même, au cours du journal de 20 heures de TF1.
Le 13 octobre 2011, le tribunal reconnaît que les faits allégués et ceux reconnus par Dominique Strauss-Kahn « peuvent être analysés comme un délit d'agression sexuelle » et sont dans ce cas prescrits « en application de la prescription triennale en matière délictuelle », mais le parquet de Paris classe la plainte de Tristane Banon sans suite : il estime ne pas avoir d'éléments de preuve suffisants pour engager des poursuites pour « tentative de viol ». Les avocats de Dominique Strauss-Kahn nient la reconnaissance d'une agression sexuelle par leur client et rendent publiques ses déclarations aux policiers dans lesquelles il admet seulement avoir tenté d'embrasser Tristane Banon,.

## Décoration
- Chevalier de l'ordre national du Mérite (nomination le 15 mai 2025)[69].

## Œuvres

### Romans
- J'ai oublié de la tuer, Paris, éditions Anne Carrière, 2004, 130 p. (ISBN 978-2-84337-284-1)

Réédition au format de poche : Tristane Banon, J'ai oublié de la tuer, Paris, Le Livre de poche (no 30743), 2007, 118 p. (ISBN 978-2-253-11547-2)
- Trapéziste, Paris, éditions Anne Carrière, 2006, 214 p. (ISBN 978-2-84337-426-5)
- Daddy Frénésie : roman, Paris, éditions Plon, 2008, 189 p. (ISBN 978-2-259-20760-7)
- Le Début de la tyrannie, Paris, Julliard, 2013, 188 p.  (ISBN 978-2-260-02061-5)
- Love et caetera, Paris, L'Archipel, 2015, 240 p.  (ISBN 9782809816242)
- Prendre un papa par la main, Paris, Éditions Robert Laffont, 2018, 234 p.

### Essais
- Erreurs avouées… (au masculin), Paris, éditions Anne Carrière, coll. « Document », 2003, 200 p. (ISBN 978-2-84337-248-3)Ouvrage contenant des chapitres consacrés à Jacques Séguéla, Michel Field, Philippe Gildas, Christian Lacroix, Frédéric Beigbeder, Philippe Sollers, Bernard Werber, Calogero et Enki Bilal.
- Le Bal des hypocrites, éditions Au diable vauvert, 2011, 120 p.Récit des conséquences du scandale Dominique Strauss-Kahn – Nafissatou Diallo sur la vie de Tristane Banon
- La Paix des sexes, Éditions de l'Observatoire, 2021, 186 p. (ISBN 979-10-329-2189-0).
- Le péril Dieu, Éditions de l'Observatoire, 2023 (ISBN 979-10-329-2538-6)

### Ouvrages collectifs
- Avec Anna Rozen, Patrick Eudeline, Bernie Bonvoisin, Jean-Pierre Cescosse, Virginie Despentes et Franck Ruzé, Bordel numéro deux : toujours aussi pute, Paris, éditions Flammarion, 2004Dans cette revue littéraire se présentant comme un mélange varié et hétéroclite d’écrivains libres de toute expression, Tristane Banon publie une nouvelle romanesque librement inspirée d’un fait divers tragique : le meurtre de Marie Trintignant par Bertrand Cantat.
- Avec Patrick Poivre d'Arvor, Dan Franck, Bernard Werber, Bruno Gaccio et Vincent Ravalec, Fais-moi ta déclaration : les 10 droits de l'enfant, éditions Belem.« Parce que les enfants ont droit à la paix, parce que leur éducation, leur protection et leur santé seront toujours prioritaires, parce que s'alimenter ne doit pas être un luxe et que l’identité d’un enfant ne peut être bafouée, l'Unicef et les éditions Belem ont réuni autour de Patrick Poivre d'Arvor et Tristane Banon, 10 écrivains, dont cette dernière, que rien n'aurait peut-être dû rapprocher. »